# David Chalmers
David John Chalmers (Sydney, 20 aprile 1966) è un filosofo australiano, appartenente all'area analitica, particolarmente attivo nell'ambito della filosofia della mente. Il suo lavoro è incentrato soprattutto sul problema della coscienza.

## Biografia e carriera accademica
Laureatosi in matematica all'Università di Adelaide in Australia, prosegue i suoi studi in varie università degli Stati Uniti d'America, sino ad assumere il ruolo di Direttore del Center for Consciousness dell'Università dell'Arizona.
Dal 2004 dirige il Centre For Consciousness presso l'Università Nazionale Australiana.

## Pensiero
Il suo maggior contributo alla filosofia della mente è stata l'individuazione e la separazione di due diversi problemi inerenti alla coscienza:
- problema facile (easy problem), che è relativo all'individuazione di modelli neurobiologici della coscienza. Considerati gli enormi progressi della ricerca in campo neuroscientifico, infatti, è relativamente semplice, dal punto di vista teorico, trovare correlati neurali dell'esperienza cosciente. Tuttavia, questo approccio alla coscienza, secondo Chalmers, non spiega affatto il carattere soggettivo ed irriducibile che essa ha per il soggetto cosciente.
- problema difficile (hard problem), che è relativo alla spiegazione degli aspetti qualitativi e soggettivi dell'esperienza cosciente, che sfuggono ad un'analisi fisicalista e materialista. La tesi di Chalmers si inscrive dunque nel filone dell'emergentismo, e tuttavia non si riduce ad esso. Chalmers, infatti, ha abbozzato una teoria della coscienza che abbia una relazione necessaria con la nozione di informazione.

Tale distinzione teorica ha avuto un eccezionale impatto sul dibattito della coscienza. Tutti gli studiosi che si interessano in qualche modo ad essa hanno dovuto tenere conto della tesi di Chalmers.
Il più famoso argomento a priori per dimostrare l'esistenza stessa di un problema difficile della coscienza è quello degli zombi. Prima di considerare l'argomento occorre però conoscere parte della ricostruzione che il filosofo australiano fa dei legami tra spiegazione riduttiva e sopravvenienza.
Una spiegazione riduttiva di un fenomeno di alto livello A con un fenomeno di un più basso livello B è, ad esempio, quella del calore in termini di moto molecolare: ogni istanza del fenomeno macroscopico del calore in una regione di spazio-tempo è spiegata dall'istanza di un fenomeno di livello microscopico in quella stessa regione, ovvero il moto molecolare. Allo stesso modo, la liquidità dell'acqua è spiegata dal comportamento particolare dei legami tra le molecole di H2O.
La sopravvenienza è una relazione tra classi di proprietà: semplificando, diciamo che le A-proprietà sopravvengono logicamente sulle B-proprietà se e solo se in due mondi logicamente possibili che sono identici in quanto a B-proprietà non potremo mai trovare differenze nelle A-proprietà. Un esempio chiarirà il punto: consideriamo le proprietà biologiche (come  essere vivo, essere una cellula in mitosi, ecc.) come la classe di A-proprietà, e le proprietà fisiche (cioè essere un quark, avere spin xyz, ecc.) come la classe di B-proprietà. La domanda cui vogliamo rispondere è: le proprietà biologiche sopravvengono logicamente alle proprietà fisiche? Per farlo, immaginiamo dunque due mondi possibili identici in quanto a proprietà fisiche; sembra chiaro che in quei mondi troveremo identiche proprietà biologiche: se qualcosa conta come vivo nel mondo 1 sarà vivo anche nel mondo 2.
La tesi centrale di Chalmers è che è possibile una spiegazione riduttiva delle A-proprietà con le B-proprietà se e solo se le A-proprietà sopravvengono logicamente sulle B-proprietà. In altre parole, se riusciamo a trovare una coppia di mondi possibili identici in quanto a B-proprietà ma diversi nelle A-proprietà avremo stabilito che le A-proprietà non sono riducibili alle B-proprietà: il catalogo del mondo deve includere entrambi i tipi di proprietà poiché uno non è ricavabile a partire dall'altro (nel nostro esempio sulla sopravvenienza, il fatto che le proprietà biologiche sopravvengano a quelle fisiche indica che le proprietà biologiche non sono altro dalle proprietà fisiche; ecco perché possiamo dire che la biologia è riduttivamente spiegata dalla fisica).
Eccoci dunque al problema difficile della coscienza: le proprietà qualitative, come la dolorosità del dolore, sopravvengono logicamente alle proprietà fisiche? O, in altre parole: la coscienza è spiegabile riduttivamente in termini di meccanismi fisiologici? Gli zombi di Chalmers entrano in gioco a questo punto: per zombi Chalmers intende un'entità fisicamente identica a un essere umano attuale, cellula per cellula, ma priva di coscienza. Poiché, argomenta Chalmers, possiamo immaginare un mondo fisicamente identico al nostro ma in cui siamo tutti zombi (nessuno di noi prova soggettivamente qualcosa), allora le caratteristiche qualitative dell'esperienza non sopravvengono logicamente sul mondo fisico. Per quanto detto sopra, questo significa che possiamo riduttivamente spiegare la biologia in termini di proprietà fisiche ma non la coscienza.
Questo tipo di posizione trova naturale connotazione tra i "dualismi" proposti nella storia da molti filosofi, ma, come Chalmers giustamente sottolinea, il suo argomento è compatibile con una pluralità di ontologie di fondo, tra cui il monismo neutrale.

## Critiche
Le tesi di Chalmers sono molto controverse, e hanno dato luogo ad un'ampia discussione. Rispetto all'argomento degli zombi, ad esempio, molti filosofi hanno messo in discussione che un mondo fisicamente identico al nostro ma privo di stati mentali sia concepibile. Se ciò è vero, gli argomenti di Chalmers perdono molta della loro efficacia. Riguardo poi a quello che Chalmers chiama problema hard della coscienza, molti scienziati cognitivi sostengono che concetti come qualia (gli stati qualitativi d'esperienza contrassegnati da un quid irriducibile) siano dei miti anti-scientifici che non hanno alcuna esistenza reale, se non in quanto prodotti della complessità cerebrale, riconducibili quindi al cervello e alle sue elaborazioni.

## Opere
- (EN)  The Conscious Mind: In Search of a Fundamental Theory (1996). Oxford University Press. ISBN 0-19-511789-1.
  - David Chalmers. La mente cosciente. Milano, Mc-Graw Hill, 1999. ISBN 88-386-3710-5.
- (EN)  Toward a Science of Consciousness III: The Third Tucson Discussions and Debates (1999). Stuart R. Hameroff, Alfred W. Kaszniak and David J. Chalmers (eds.). The MIT Press. ISBN 0-262-58181-7.
- (EN)  Philosophy of Mind: Classical and Contemporary Readings (2002). (Ed.) Oxford University Press. ISBN 0-19-514581-X.
- (EN)  The Character of Consciousness (2010). Oxford University Press. ISBN 978-0-19-531110-5.
- (EN)  Constructing the World (2012). Oxford University Press. ISBN 978-0-19-960857-7.
- (EN)  Reality+: Virtual Worlds and the Problems of Philosophy (2022). W. W. Norton & Company. ISBN 978-0-393-63580-5.
  - David Chalmers, Più realtà. I mondi virtuali e i problemi della filosofia (2023), Milano, Raffaello Cortina.  ISBN 978-88-3285-536-4.